# 十帶羅麗鯛
十帶羅麗鯛（學名：Rocio octofasciata）為輻鰭魚綱鱸形目隆頭魚亞目慈鯛科的其中一種，分布於中美洲墨西哥至宏都拉斯大西洋岸的淡水流域，體長可達25公分，棲息在植被生長、溫暖、沙泥底質的沼澤、溝渠、溪流，以昆蟲、甲殼類、魚類等為食，生活習性不明，可作為觀賞魚。

## 擴展閱讀
維基物種上的相關：十帶羅麗鯛